# Thomasia rugosa
Thomasia rugosa är en malvaväxtart som beskrevs av Porphir Kiril Nicolai Stepanowitsch Turczaninow. Thomasia rugosa ingår i släktet Thomasia och familjen malvaväxter. Inga underarter finns listade i Catalogue of Life.